# Matthias Rataiczyk

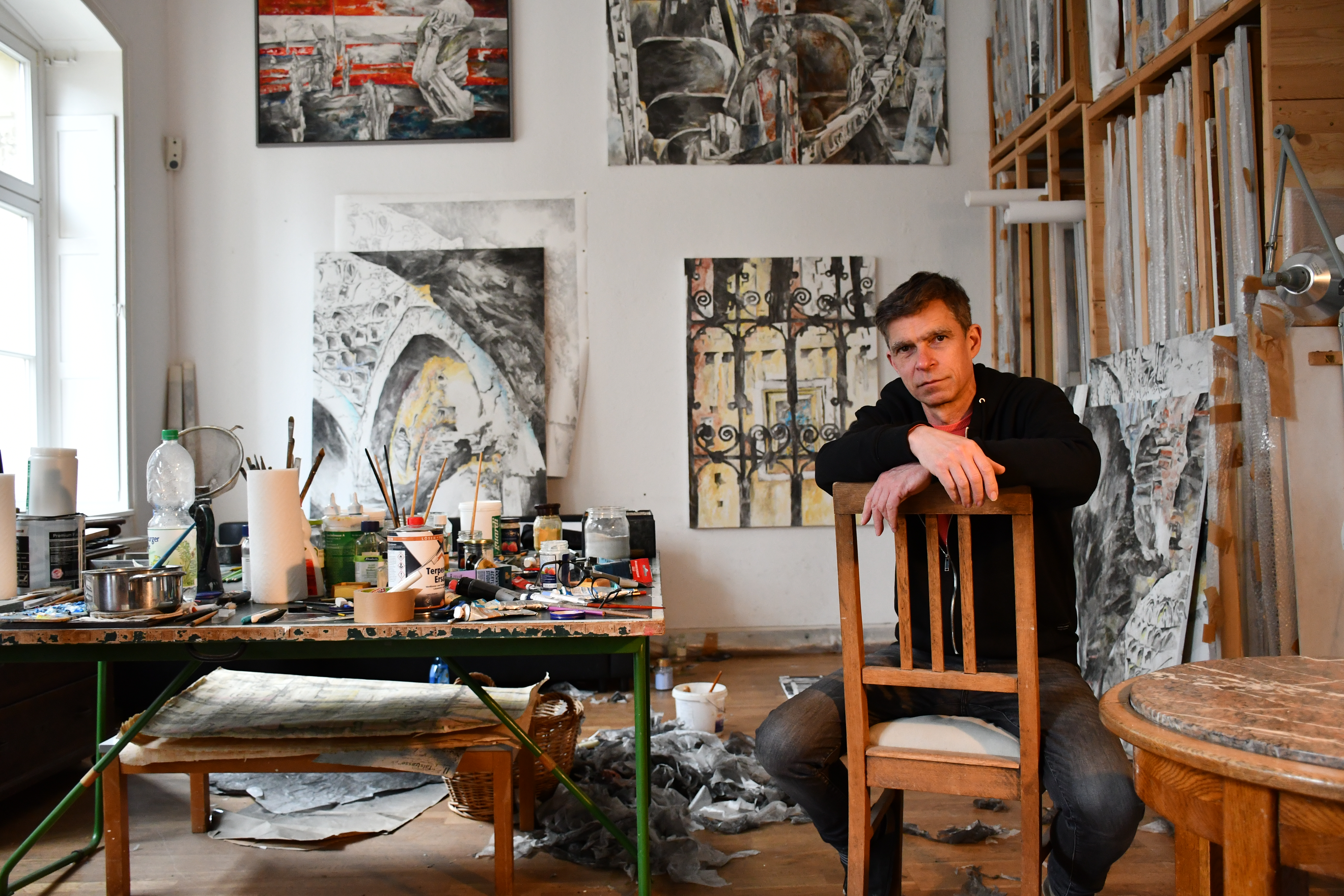
Matthias Rataiczyk, 2021

Matthias Rataiczyk (* 2. Februar 1960 in Halle (Saale)) ist ein deutscher Maler und Grafiker, der sich in seinen Werken mit Fragen der Endlichkeit und den verschiedenen Kulturen der Welt auseinandersetzt. Dabei interessieren ihn vor allem die unterschiedlichen Architektursprachen der Weltkulturen in ihrem Eingebettetsein in landschaftliche Kontexte, wobei er das Erfahrene in seinen Gemälden und Zeichnungen mittels Strukturen und Texturen in neue Räume transformiert.

## Leben und Wirken
Matthias Rataiczyk wurde 1960 in Halle (Saale) als Sohn der Maler, Grafiker und Textilkünstler Rosemarie und Werner Rataiczyk geboren. Nach dem Abitur studierte er von 1982 bis 1987 an der Burg Giebichenstein Kunsthochschule Halle bei Inge Götze. Seit seinem Diplom 1987 und einem anschließenden Zusatzstudium arbeitet er freischaffend in Halle (Saale).
Die Auseinandersetzung mit dem Flächenabriss von Teilen seiner Heimatstadt in der Mitte der 1980er Jahre führte ihn zu einer künstlerischen Beschäftigung mit der Architektur.
1991 gehörte er mit acht weiteren Künstlerkollegen zu den Gründern des Kunstvereins ”Talstrasse“ e.V., dessen Vorsitzender er seitdem ist. Im Rahmen dieser Tätigkeit kuratierte er eine Vielzahl von Ausstellungen, ist er Herausgeber einer Reihe von Katalogbüchern des Kunstvereins und in unterschiedlichsten Gremien und Beiräten tätig. So war er 2011/12 auch Mitglied des Kulturkonvents des Landes Sachsen-Anhalt.
Mit der politischen Wende in Ostdeutschland und den damit verbundenen neuen Reisemöglichkeiten zog es ihn zu Beginn der 1990er Jahre in die Mittelmeerländer. Von 1999 bis 2004 unternahm er längere Studienreisen nach Asien, wo er sich mit den von ihm besuchten Kulturstätten und Landschaften auseinandersetzte. Nach der Rückkehr ins hallesche Atelier entstanden unterschiedlichste malerische und zeichnerische Zyklen. Ein Besuch des Mausoleums von Qin Shihuangdis auf einer Reise nach China im Jahr 2004 führte dazu, dass figürliche Elemente in seinem Werk verstärkt Bedeutung erlangten. In den Jahren von 2004 bis 2009 waren es Begegnungen mit Mumienfunden, die ihn bewegten und zur künstlerischen Beschäftigung anregten. Insbesondere war es eine ausgedehnte Studienreise im Jahr 2008 nach Peru, auf der er den Chachapoya-Mumien begegnete.
Ein zentrales Element seines künstlerischen Schaffens war lange Zeit die künstlerische Reflexion des menschlichen Verlangens nach dauerhafter körperlicher Präsenz in Form von Mumien, Mausoleen und Katakomben, die er in unterschiedlichsten Kulturen und Epochen beobachtete. Licht und Schatten erschaffen zusammen mit den verhaltenen Farben tief gestaffelte Bildräume, in denen das Wechselspiel von Vergangenheit und Gegenwart eine neue artifizielle Existenz gewinnt.
Seit Mitte der 2010er Jahre kommen die visuellen Anregungen für seine Arbeit verstärkt aus der Architektur in einer von Kultur und Geschichte geprägten Landschaft.

## Öffentliche Sammlungen mit Werken Rataiczyk (mutmaßlich unvollständig)
- Land Sachsen-Anhalt (Landessammlung[6]), Halle (Saale)
- Archiv und Kustodie der Burg Giebichenstein Kunsthochschule Halle
- Sammlung Deutsche Bank, Frankfurt am Main

## Werke (Auswahl)

### Architekturbezogene Werke
- 1989/90: Glasgestaltung für die Tagesbar „Tivoli“, Leipzig
- 1992: Elisabethfenster, Bleiglasfenster im St.-Elisabeth-Krankenhaus, Halle (Saale), gemeinsam mit Werner Rataiczyk
- 1993: Bleiglasfenster für eine Aussegnungshalle in Freiberg (Sachsen), gemeinsam mit Werner Rataiczyk
- 1998: Fußbodengestaltung für das Foyer des neuen theater in Halle (Saale)

## Ausstellungen (unvollständig)
- 2021: Rathausgalerie, Grimma, "Fremde, vertraute Welten"
- 2020: Kunstverein Kreis Soest e. V., „Vertraute unbekannte Welten“
- 2015: Galerie Himmelreich, „Schattenwelten“
- 2013: Kunstverein ”Talstrasse“, „Schattenwelten“
- 2012: Yerevan Museum of Folk Art, Jerewan (Armenien), Ausstellungsbeteiligung „Call out art“
- 2010: Tragor Ignác Múzeum Vác, Vác (Ungarn), „Memento mori“
- 2009: Sepulkralmuseum Kassel, Ausstellungsbeteiligung „Mumien – Körper für die Ewigkeit“
- 2009: Personalausstellungen in der Kunsthalle Bad Kösen und der Galerie Irrgang, Leipzig
- 2009: Kunstverein ”Talstrasse“ e.V., Halle (Saale), Ausstellungsbeteiligung „Allegorie auf die Vergänglichkeit“
- 2008: Personalausstellungen in der Otto Galerie, München, und der Willi-Sitte Galerie, Merseburg[2]
- 2007: Kunstverein Uelzen (gemeinsam mit Gertraud Möhwald)
- 2004: Galerie Dr. Stelzer und Zaglmaier, Halle (Saale) (gemeinsam mit Rosemarie und Werner Rataiczyk)
- 2004: Personalausstellung in der Mansfeldgalerie, Lutherstadt Eisleben
- 2002: Kunstgalerie der Silpakorn-Universität, Bangkok (gemeinsam mit Damrong Wong-Uparaj)
- 2002: Personalausstellung im Kunstverein ”Talstrasse“ e.V., Halle (Saale), STUDIO
- 2001: Personalausstellung in der Galerie Süd und im Landtag Sachsen-Anhalt, Foyer-Galerie, Magdeburg
- 2001: Kunstverein ”Talstrasse“ e.V., Halle (Saale) (gemeinsam mit Werner Rataiczyk)
- 2000: Wernigeröder Kunst- und Kulturverein, Wernigerode (gemeinsam mit Wolf Bröll)
- 2000: Personalausstellungen in der Galerie Himmelreich, Magdeburg, und in der Galerie Kommode – neues theater, Halle (Saale)
- 1998: Personalausstellung in der ZeitKUNSTGalerie, Halle (Saale), im Grafischen Kabinett der AOK, Halle (Saale)
- 1998: Galerie Uprstenu, Prag (gemeinsam mit halleschen Künstlern); Galerie Altes Kloster, Köln (gemeinsam mit halleschen Künstlern)
- 1997: Kunst-Forum Bonn, Bonn (gemeinsam mit Andreas Reichel) und Galerie Türke, Dortmund (gemeinsam mit Anne Viecens)
- 1995: Kunstverein ”Talstrasse“ e.V., Halle (Saale) (gemeinsam mit Karl Fulle und Axel Müller)
- 1995: ZeitKUNSTGalerie, Halle (Saale) (gemeinsam mit Jens Gussek)
- 1994: Galerie Altes Rathaus, Worpswede (gemeinsam mit Anne Viecenz, Jens Gussek, Beatrix Weißflog)
- 1992: Galerie Bürgerhaus, Schwabach (gemeinsam mit Beatrix Weißflog)
- 1989: Galerie Alter Markt, Halle (Saale) (gemeinsam mit Christine Triebsch)